# Mercury Records
Mercury Records – wytwórnia płytowa z siedzibą w Wielkiej Brytanii, część Universal Music Group.
Wytwórnia została założona w 1945 przez Irvinga Greena, Berle’a Adamsa oraz Arthura Talmadge’a. Wydaje między innymi Def Lepparda, Eltona Johna, Marka Knopflera, In Extremo oraz Texas.